# Ferdinand Budicki
Ferdinand Budicki (11. dubna 1871 Záhřeb – 25. června 1951 Záhřeb) byl chorvatský průkopník cyklistiky, automobilového, motocyklového sportu a létání.
Budicki byl údajně prvním člověkem, který v rodném městě Záhřebu řídil automobil, prvním prodejcem automobilů a majitelem první autoopravny v Chorvatsku. V dubnu 1901 přijel s vozem Opel z roku 1899 z Vídně do Záhřebu.

## Život
Ferdinand Budicki se narodil 11. dubna 1871 v Záhřebu. Jeho rodiče Marija (rozená Panian) a Ferdinand Budicki, byli uznávaní řemeslníci. Budicki dokončil dva ročníky reálky, pak se ale vyučil zámečníkem a odešel studovat mechaniku do zahraničí. Žil ve Vídni, kde sestavil vlastní bicykl, s nímž do roku 1897 cestoval po Evropě a severní Africe. Během cest ujel údajně 17 323 kilometrů. V roce 1901 zakoupil za 4000 rakousko-uherských korun ojetý automobil značky Opel u prodejce Opel & Beyschlag ve Vídni. Řídit jej učil Otto Beyschlag a Budicki se také připravoval pozorováním práce řidičů elektrických tramvají při práci. Poté teprve odjel z Vídně do Záhřeb a v následujícím roce projel stejnou trasu na motocyklu. Jeho první jízda vyvolala na trase velký rozruch, zejména proto, že lidé ani koně užívaní k převážení nákladů, nikdy předtím motorové vozidlo neviděli. Budicki přitom uváděl, že maximální rychlost jízdy jeho vozu na trase byla pouze 30 kilometrů za hodinu. V roce 1905 uskutečnil let horkovzdušným balonem a přistál poblíž dnešního předměstí Záhřebu Velika Gorica. Zda byl Budicki prvním řidičem v Záhřebu je ale sporné, článek v časopise Obzor uvádí, že mladý hrabě Marko Bombelles z Varaždína přijel do města ve voze firmy Benz & Cie. už 17. srpna 1899.
Budicki získal řidičský průkaz 28. srpna 1901 ve Vídni. Poté, co město Záhřeb v roce 1910 začalo vydávat vlastní řidičská oprávnění, nebyl průkaz z Vídně Budickému uznán a on tak musel 27. července 1910 podstoupit řidičskou zkoušku a až poté získal řidičský průkaz s pořadovým číslem 1. Ironií je, že nikdo ze zkušební komise řídit neuměl, a tak to Budicki před zkouškou musel komisaře naučit. Budicki také dostal první pokutu za rychlou jízdu 6. června 1901 na ulici Mavrova (dnes ulice T. G. Masaryka).
Už v roce 1899 otevřel Budicki prodejnu s jízdními koly a šicími stroji s názvem K touristu („Pro turisty“) na ulici Mavrova č. 24. Počátkem 20. století začal prodávat také automobily a motocykly. 1. června 1906 založil Budicki první Chorvatský autoklub, který měl 14 členů. Od roku 1910 do roku 1928 byl generálním distributorem automobilů Ford v Království chorvatsko-slavonském. V roce 1929 začal provozovat taxislužbu a také autobusovou linku ze Záhřebu do města Sv. Ivan Zelina. Koncem roku ale prodej automobilů jako důsledek krachu na newyorské burze ukončil a pokračoval pouze v provozování autodílny.
Ferdinand Budicki zemřel 25. června 1951 ve svém rodném městě ve věku 80 let. Pohřben je na záhřebském hřbitově Mirogoj.

## Ocenění
V Záhřebu bylo 4. července 2013 otevřeno muzeum automobilů nesoucí jeho jméno. V záhřebské části Jarun byla jménem Ferdinanda Budickiho pojmenována ulice. Budicki, společně s dalšími obchodníky, byl zakladatelem Záhřebského veletrhu i spoluzakladatelem Chorvatského sportovního svazu (chorvatsky Hrvatski športski savez).